# Bible de saint Louis
La Bible de saint Louis, ou Bible « riche » de Tolède  (Biblia Rica), est une bible moralisée en trois volumes qui aurait été réalisée entre 1226 et 1234 pour le roi Louis IX de France, à la demande de sa mère Blanche de Castille.
Il s’agit d’un manuscrit enluminé qui contient une sélection de textes provenant de la Bible. Chaque fragment de texte est illustré au moyen de deux miniatures. La première propose une représentation du fragment de texte en tant que tel, la seconde montre une représentation théologique ou allégorique « moralisant » le fragment de texte à la lumière des enseignements de l'Église. Les miniatures sont accompagnées du texte biblique et d’un bref commentaire sur la relation typologique existant entre les deux images. Le livre ne contient pas le texte intégral de la Bible et n’est pas, en fait, en dépit de son nom, une véritable Bible. L’ouvrage aurait servi à la formation du jeune roi. Il est conservé depuis maintenant huit siècles dans la cathédrale Sainte-Marie de Tolède. Un fragment (huit folios) de l'œuvre originale se trouve à la Pierpont Morgan Library de New York sous la cote M. 240.

## Historique
Il est généralement admis que la première référence à la bible de Tolède se trouve dans le codicille, ou ce qu’on appelle couramment le « second testament », d'Alphonse le Sage, établi le 10 janvier 1284. Ce testament mentionne une « Bible enluminée en trois volumes, qui nous fut donnée par le roi Louis de France ». Le testament est rédigé en espagnol. L'original a été perdu, mais une copie ancienne permet de lire ce qui suit : « E mandamos otrosi, que las dos biblias et tres libros de letra gruesa, cobiertas de plata, é la otra en tres libros estoriada que nos dió el rey Luis de Francia, é la nuestra tabla con las reliquias, é las coronas con las piedras é con los camafeos é sortijas, é otras nobles que perteneçen al Rey, que lo aya todo aquel que con derecho por nos heredare el nuestro señorío mayor de Castilla é León ». Peu de temps après la mort d'Alphonse, ses dernières volontés furent traduites en latin, et les traductions originales restent accessibles.
En théorie, le « Louis de France » mentionné dans le testament pourrait renvoyer à Louis VIII de France, mais, étant donné qu’Alphonse n'avait que cinq ans à la mort de Louis VIII, il est bien peu probable que le roi Louis auquel ledit testament se réfère était Louis VIII, de sorte que le document renvoie plutôt à Louis IX. Ferdinand III, le père d'Alphonse, était un cousin de Louis IX, et il existait des liens étroits entre les royautés française et castillane.
Pour ce qui est de savoir si la bible historiée en trois volumes, mentionnée dans le testament, se trouvait à Séville ou à Tolède, au moment où ce dernier fut rédigé, nous ne pouvons que faire des suppositions. Selon une note figurant dans l’Histoire ecclésiastique de Tolède, due à J. Roman de la Higuera, Alphonse X avait aussi laissé les biens qui se trouvaient à Tolède à cette époque à son successeur légitime, dans un document distinct du testament rédigé à Séville. Tolède était occupé en 1284 par Sanche, le fils rebelle d’Alphonse.
Le fait que la Bible historiée en trois volumes soit mentionnée séparément dans le testament rédigé à Séville pourrait signifier qu'elle était en possession d'Alphonse à ce moment-là. Alphonse semble s’être réconcilié avec Sanche avant de mourir. Sanche devenait alors son successeur légitime, et la Bible était donc probablement en sa possession. On pourrait en conclure que la Bible est arrivée finalement à la Cathédrale de Tolède seulement après la mort d'Alphonse, survenue en 1284, peut-être comme une donation de la part de Sanche.
Si la Bible mentionnée dans le testament est vraiment la Bible de Tolède, reste à savoir à quel moment elle est arrivée en Espagne. Comme Alphonse a été couronné roi pendant que Louis IX participait  à la septième croisade, on peut penser que le manuscrit n’est arrivé en Espagne qu’après 1254. Ce fut en effet une période assez remplie pour ce qui est des relations dynastiques entre l'Espagne et la France.
La Bible de Tolède est pour la première fois mentionnée dans un inventaire des trésors de la cathédrale de Tolède, réalisé en 1539, à l’occasion de la visite de l'archevêque Tavera. Cependant, la Bible Riche (Biblia Rica) a déjà été décrite en 1466 par Gabriel Tetzel, un aristocrate de Nuremberg. Un autre témoignage de son existence est la Bible d’Osuna, aujourd'hui conservée à Madrid, qui fut copiée à partir de la Bible de saint Louis, à la fin du XIVe siècle, ou du début du XVe. Le texte de cette Bible d’Osuna se termine avec l'Apocalypse de Jean, XIX, 15-16, tout comme le volume 3 de la Bible de Tolède. Cela signifie que, à cette époque, le « fragment Morgan » avait déjà été ôté de la Bible de Tolède.
Ce qu’on nomme le fragment Morgan, qui contient la miniature nous renseignant sur le commanditaire et le dédicataire de l’ouvrage, a été détenu par François de la Majorie, seigneur des Granges et de la Majorie, autour de 1593. Son blason a été peint sur le folio 1. Le blason en question a été utilisé à compter de 1593, après son mariage avec Anne de Turenne. Le manuscrit est resté dans la famille et, en 1838, s’est retrouvé en possession d’Aloïs de Chièvres (1828-1904), qui l’a laissé à son gendre, le vicomte Georges-Marie-Louis de Hillerin (1842-1892). Il est passé ensuite entre les mains d’Otto Weiner. John Pierpont Morgan l’a acheté à Louis Badin, un libraire parisien, en 1906
Le chapitre de la cathédrale de Tolède conserve l'ouvrage, et son étude par les historiens de l'art était jusqu’alors quasiment impossible. Pour répondre à la demande de nombreux chercheurs, le Chapitre a décidé de publier un fac-similé, et le projet a été confié à la maison d'édition M. Moleiro à Barcelone Aujourd'hui, donc, une copie dite « quasi-originale » est disponible, permettant l'étude de l’ouvrage.

## Commanditaire

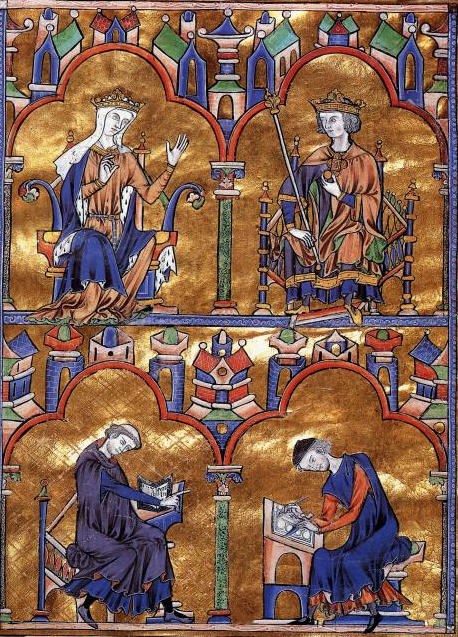
Bible de Saint Louis - fragment Morgan, la miniature servant à l’identification des commanditaire, dédicataire et auteurs (page de dédicace)

Il n'y a ni colophon écrit, ni aucune autre indication dans l’ouvrage sur le commanditaire et les auteurs de cette Bible, mais un colophon visuel vient nous fournir de précieux indices. Sur la dernière page du fragment Morgan, nous trouvons une miniature qui nous renseigne sur la fabrication de cette Bible. La page est divisée horizontalement en deux scènes. La moitié supérieure représente une reine et un jeune roi imberbe. Il n'y a pas d'attributs qui permettent d’identifier clairement le couple, mais la reine pourrait être Blanche de Castille. Elle est assise sur un trône, vêtue de son manteau royal, et porte un voile blanc. Elle s’adresse au jeune roi, son fils Louis IX, qui écoute respectueusement, tandis qu’il tient la bulle d’or au niveau de sa poitrine. Selon John Lowden, la scène représentée suggère que le jeune roi se voit offrir la Bible par sa mère. Si cela est avéré, c’est Blanche qui serait la commanditaire de l'œuvre.
La partie inférieure de la miniature montre deux personnages, plus petits de taille (donc d’un rang inférieur). Le personnage de gauche est un clerc, comme on peut le voir par sa tonsure. L'homme de droite est un scribe et il travaille sur une bible moralisée, comme on peut le voir par la mise en page. À l’évidence, le religieux est en train de donner des instructions au scribe et supervise le travail effectué sur la bible. L'apparence du clerc suggère qu’il est membre d'un ordre religieux.
Si l’on se base sur cette miniature, le livre peut être daté d’entre 1226 et 1234. Louis IX accède au trône en 1226 et épouse Marguerite de Provence en 1234. Puisque la miniature représente un roi jeune et célibataire, l’œuvre doit être datée d’une année comprise entre celle de son couronnement et celle de son mariage,.

## Description
La Bible de Saint Louis est aujourd'hui constituée de trois volumes conservés dans le trésor de la Cathédrale de Tolède, et d’un fragment de 8 folios (un cahier) conservé à la Morgan Library & Museum de New York.

### Volume 1
Taille : 422 x 305 mm ; espace d'écriture : env. 295 x 210 mm. Il contient 192 folios ou feuillets de parchemin numérotés. On compte deux pages de garde en parchemin au début et à la fin du volume, avec une page de garde en papier supplémentaire à l'arrière. Le premier volume s'ouvre sur une enluminure à pleine page montrant Dieu le Père présenté comme le Créateur du monde. Le reste de l'ouvrage contient des textes et des miniatures, comme décrits dans la section « Iconographie ». Ce premier volume contient 1 529 miniatures avec des textes extraits des livres suivants : la Genèse, l'Exode, le Lévitique, les Nombres, le Deutéronome, le livre de Josué, le livre des Juges, le livre de Ruth, le premier livre de Samuel (Liber Regum I), le deuxième livre de Samuel [Liber Regum II), premier livre des Rois (Liber Regum III), (Rois 1), deuxième livre des Rois (Liber Regum IV), Livre d'Esdras  (Esdrae I), Livre de Néhémie (Esdrae II), les livres de Tobie, Judith, Esther et Job.

### Volume 2
Taille : 422 x 305 mm ; espace d'écriture: env. 300 x 215 mm. Ce volume contient 224 folios de parchemin numérotés et six pages de garde en parchemin, dont trois à l'avant et trois à l'arrière. Les 1 792 miniatures illustrent des extraits des livres suivants : le livre de Job, les Psaumes, les Proverbes, l'Ecclésiaste, le Cantique des Cantiques, le livre de la Sagesse, l'Ecclésiastique, les Prophètes Isaïe, Jérémie, Ézéchiel, Daniel, Osée, Joël, Amos, Abdias, Jonas, Michée, Aggée, Zacharie et Malachie.

### Volume 3
Taille : 430 x 305 mm ; espace d'écriture : env. 293 x 207 mm. Il se compose de 190 folios de parchemin numérotés. Au début et à la fin, trois pages de garde en parchemin. Le volume est illustré de 1520 miniatures et est consacré au Nouveau Testament, contenant les textes des quatre Évangiles, les Actes des Apôtres, les Épîtres de Paul, Jacques, Pierre I, Pierre II et Jean, l’Epistola catholica judae (L’Épître de saint Jude) et l'Apocalypse de Saint Jean, jusqu'au chapitre XIX, 15-16.

### Volume 4 (Morgan M240)
Taille : 375 x 265 mm ; espace d'écriture : env. 285 x 208 mm. Il est composé de 8 folios de parchemin, avec une page de garde supplémentaire, à l'avant et à l'arrière, également en parchemin. Le fragment contient 57 miniatures, 56 médaillons et une enluminure à pleine page, la dénommée miniature de dédicace. Les huit folios ne sont pas reliés dans le bon ordre, tel qu’il apparaît dans l'Apocalypse. Ce fragment contient les derniers chapitres de l'Apocalypse de Saint Jean, à partir de XIX, 17.

### L'origine des textes
Le contenu de la Bible de Saint Louis correspond en grande partie à celui de la Vulgate tel qu’il apparaît dans la « Bible parisienne » du XIIIe siècle. Il y a quelques exceptions: les livres des Chroniques I, II, Esdras III, Baruch, et les livres des Maccabées ne figurent pas dans la Bible de Tolède. En revanche, les livres des Maccabées sont bien dans Harley 1526 (voir la section « Manuscrits apparentés »), qui est considéré comme étant calqué sur la Bible de Saint Louis. Cela laisse à penser que les livres des Maccabées étaient présents à l'origine, et ont été égarés postérieurement.

## Iconographie

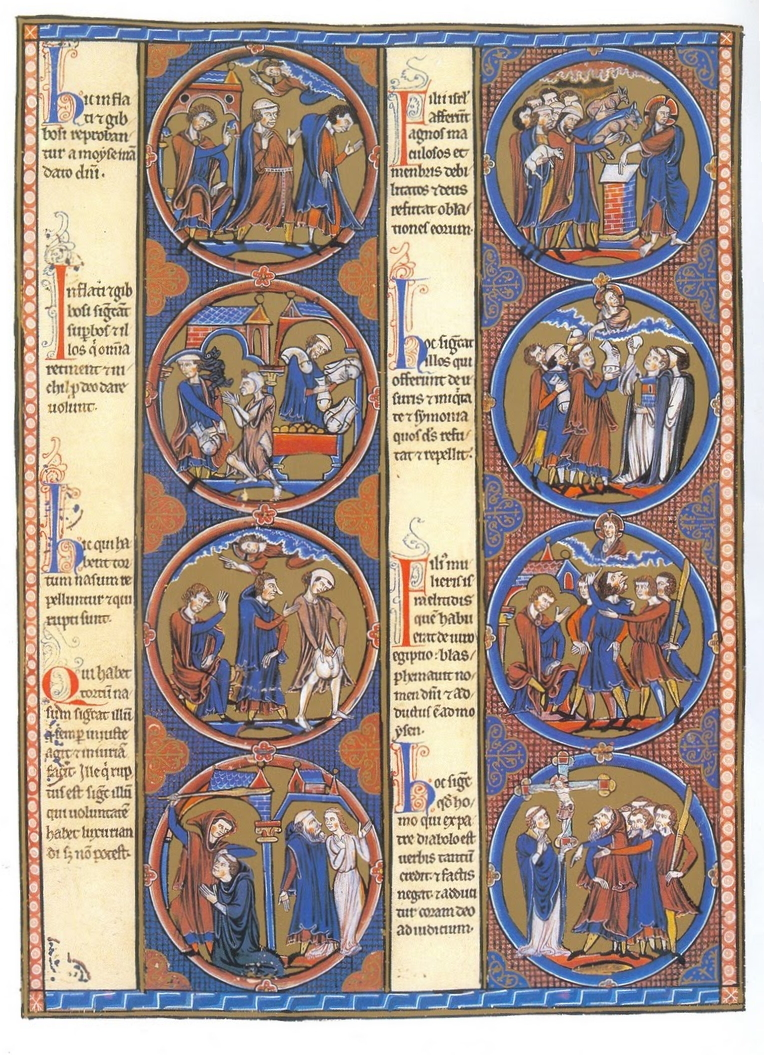
Bible de Saint Louis – f° 58 r°, avec des textes et des scènes du Lévitique

La mise en page de la Bible de Saint Louis est semblable à celle des trois anciennes autres bibles moralisées qui nous sont connues. Sur chaque page nous trouvons deux colonnes, chacune avec quatre miniatures insérées dans des médaillons, et qui fonctionnent par paires. La miniature supérieure de chaque paire illustre le texte de l'Ancien Testament l’inférieure laisse voir une scène typologique équivalente du Nouveau Testament, ou bien un sens allégorique ou mystique de l'histoire de l'Ancien Testament. Outre les miniatures, il y a deux colonnes étroites avec un texte explicatif.
Si nous appelons les médaillons se rapportant à l'Ancien Testament : A, B, C et D, et les miniatures explicatives d'accompagnement : a, b, c et d, la mise en page peut être représentée de la façon suivante :
| A | C |
| a | c |
| B | D |
| b | d |

Les colonnes de texte ont 25 mm de large ; les colonnes des médaillons, 75 mm.
Un seul côté de chaque folio a été utilisé pour peindre, l'autre côté a été laissé vierge. Cette façon de procéder a doublé la taille de l'ouvrage et fait de la création de cette Bible une opération très coûteuse. Les artistes ont utilisé le côté poil du parchemin pour travailler. Il est un peu plus rêche que le côté chair, de sorte que la peinture et les pigments adhérent mieux. Les folios peints ont été disposés de façon qu’une première ouverture laisse voir les deux côtés peints, et l'ouverture suivante les côtés restés vides.
Les miniatures ont été peintes sur un fond d'or bruni, et une large gamme de couleurs (des bleus, des verts, des rouges, des jaunes, des gris, des orange et du sépia) a été utilisée. La composition globale regorge de ressources artistiques et techniques très expressives. La plupart des médaillons contiennent une seule scène, même si certains se retrouvent coupés en deux par un nuage, un arc ou une ligne droite. Les illustrateurs ont utilisé les moralisations pour inclure des critiques de la société d’un point de vue monastique. Notre Bible nous propose, grâce à ses images, une représentation de la vie médiévale de la première moitié du XIIIe siècle, avec des portraits d'hommes, les groupes sociaux qui existaient, les vices et les vertus, l'habillement, les coutumes, les croyances, les jeux et les idéaux. Comme les autres Bibles moralisées, l’ouvrage contient aussi de nombreuses illustrations antisémites.

## Manuscrits apparentés
La Bible de Saint Louis fait partie des quatre vieilles Bibles moralisées réalisées dans la période comprise entre 1220 et 1234. Ces quatre Bibles sont très proches les unes des autres, mais ce sont surtout la version Oxford-Paris-Londres et la version Tolède-Morgan qui offrent le plus de parenté. Les plus anciennes Bibles moralisées sont celles conservées à Vienne (Codex Vindobonensis 1179 et 2554), très proches l’une de l’autre. Cependant ÖNB (Österreichische Nationalbibliothek) 2554 est beaucoup plus courte (129 folios) qu’ÖNB 1179 (246 folios), elle ne va que du livre de la Genèse au Liber Regum IV, et est écrite en ancien français, alors qu’ÖNB 1179 est en latin.
Concernant ÖNB 2554, les chercheurs ne sont pas parvenus à se mettre d’accord, et on ne sait trop si l’ouvrage est resté inachevé ou si une partie du manuscrit a été perdue. On a supposé que ce manuscrit avait été réalisé dans la région de Reims. De nos jours, cependant, les chercheurs sont d’accord pour dire qu'il provient de Paris. ÖNB 1179 est la plus complète, question contenu, mais elle diverge sensiblement de l'Oxford-Paris-Londres et de la Bible Tolède-Morgan pour ce qui est de l'ordre des livres bibliques. ÖNB 2554 et ÖNB 1179 sont parfois considérées comme constituant la première génération des Bibles moralisées.
La deuxième génération des Bibles moralisées est constituée par les manuscrits en trois volumes d’Oxford-Paris-Londres et celui de la Tolède-Morgan. Cette deuxième génération suit la Vulgate de beaucoup plus près que les ouvrages de la première génération. Dans son étude de 1911-1927, Laborde donne une description détaillée de la similitude existant entre les deux Bibles. Il supposait que le texte des deux Bibles reposait sur le même travail préparatoire. Pour la recherche moderne, la Bible de Saint Louis et la Bible Oxford-Paris-Londres ont été faites à peu près au même moment, et certains chercheurs pensent que la Bible de Saint Louis a servi de modèle pour l'Oxford-Paris-Londres. Dans les deux premiers volumes, les enluminures sont très proches, tandis que les extraits de textes laissent voir plus de différences. Les enluminures de la Bible de Tolède sont, sans conteste, de meilleure qualité que celles de la Bible Oxford-Paris-Londres, lesquelles, apparemment, ont été faites de façon précipitée. Le troisième volume de la Bible de Tolède et celui de la Bible Oxford-Paris-Londres montrent davantage de différences. Manquent dans la Bible de Tolède, les livres des Maccabées, présents dans Harley 1526. Le traitement de l'Apocalypse est assez similaire dans les deux ouvrages, mais d'autres parties du Nouveau Testament sont traitées très différemment.
La Bible Oxford-Paris-Londres a également été copiée vers la fin du XIIIe, ou au début du XIVe siècle. L’ouvrage est aujourd'hui conservé à la British Library, référencé sous la cote Add. 18719. La Bible d’Osuna, qui se trouve désormais à Madrid, est une copie du texte de la Bible de Saint Louis. Dans cet ouvrage, l'espace nécessaire pour la réalisation des miniatures a été prévu, mais les enluminures n'ont jamais été faites.